# Pristomyrmex bicolor
Pristomyrmex bicolor é uma espécie de formiga do gênero Pristomyrmex, pertencente à subfamília Myrmicinae.